# كريغ سميث
كريغ سميث (بالإنجليزية: Greig Smith)‏ هو سياسي أمريكي، ولد في 26 نوفمبر 1948. نشط حزبياً في الحزب الجمهوري.

## وصلات خارجية
- الموقع الرسمي